# Effetto Sabato
Effetto Sabato è stato un talk show italiano, andato in onda su Rai 1 dal 2007 al 2009, il sabato dalle ore 14:30 alle 17:00.

## Il programma
La prima edizione del programma, trasmessa tra il 2007 e il 2008, è stata condotta da Elisa Isoardi con la partecipazione di Gian Piero Galeazzi, delle voci fuori campo di Massimo Cirri e Filippo Solibello e della comicità di Maurizio Battista.
Nella seconda edizione, avviata il 13 dicembre 2008, la conduzione è stata affidata a Luca Calvani e Lorella Landi, con gli interventi comici di Pino Campagna. Le voci fuori campo sono di Giorgio Lauro e Filippo Solibello.
Il programma tratta di attualità, ospita personaggi dello spettacolo e racconta storie e fatti da tutto il mondo. Spazio anche allo sport, commentato dal citato Gian Piero Galeazzi.
Negli ultimi mesi del 2009 il programma viene sostituito con Le amiche del sabato, spin-off de La vita in diretta, condotto sempre da Lorella Landi.